# Paris-Nice 2014
La 72e édition de Paris-Nice a eu lieu du 9 au 16 mars 2014. C'est la 2e épreuve de l'UCI World Tour 2014.

## Présentation

### Parcours
Ce Paris-Nice a deux particularités : aucun contre-la-montre individuel et aucune arrivée au sommet. Les baroudeurs et les puncheurs sont favorisés par ce parcours. Il part de Mantes-la-Jolie pour une première étape de 153 km en forme de boucle. Les deux étapes suivantes seront elles aussi favorables aux sprinteurs, avec une arrivée sur le circuit de Nevers Magny-Cours pour la troisième étape. La quatrième étape est plus escarpée, avec une côte de 3 km à 8 % à 15 km de l'arrivée. Les plus grosses difficultés surviennent lors de la cinquième étape avec deux cols de troisième et deuxième catégorie dans les 40 derniers kilomètres. La sixième étape est la plus attendue avec l'arrivée pour puncheur au mur de Fayence et c'est également la plus longue de cette édition. L'avant-dernière est une étape favorable aux baroudeurs avec un parcours escarpé en début d'étape et se termine par un circuit parsemé de petites côtes. La dernière journée est dure, avec deux ascensions du col d'Èze dans les 50 derniers kilomètres,,,,.

### Équipes
L'organisateur Amaury Sport Organisation a communiqué la liste des trois équipes invitées le 28 janvier 2014. 21 équipes participent à ce Paris-Nice - 18 ProTeams et 3 équipes continentales professionnelles :
| Nom de l'équipe         | Pays        | Code |
| ----------------------- | ----------- | ---- |
| AG2R La Mondiale        | France      | ALM  |
| Astana                  | Kazakhstan  | AST  |
| Belkin                  | Pays-Bas    | BEL  |
| BMC Racing              | États-Unis  | BMC  |
| Cannondale              | Italie      | CAN  |
| Europcar                | France      | EUC  |
| FDJ.fr                  | France      | FDJ  |
| Garmin-Sharp            | États-Unis  | GRS  |
| Giant-Shimano           | Pays-Bas    | GIA  |
| Katusha                 | Russie      | KAT  |
| Lampre-Merida           | Italie      | LAM  |
| Lotto-Belisol           | Belgique    | LTB  |
| Movistar                | Espagne     | MOV  |
| Omega Pharma-Quick Step | Belgique    | OPQ  |
| Orica-GreenEDGE         | Australie   | OGE  |
| Sky                     | Royaume-Uni | SKY  |
| Tinkoff-Saxo            | Russie      | TCS  |
| Trek Factory Racing     | États-Unis  | TFR  |

| Nom de l'équipe              | Pays   | Code |
| ---------------------------- | ------ | ---- |
| Bretagne-Séché Environnement | France | BSE  |
| Cofidis                      | France | COF  |
| IAM                          | Suisse | IAM  |

### Règlement de la course

#### Primes
Les vingt prix sont attribués suivant le barème de l'UCI,. Le total général des prix distribués pour le classement général individuel est de 120 000 €.
| Position           | 1er      | 2e      | 3e      | 4e      | 5e      | 6e      | 7e      | 8e    | 9e    | 10e à 20e |
| Classement général | 16 000 € | 8 000 € | 4 000 € | 2 000 € | 1 600 € | 1 200 € | 1 200 € | 800 € | 800 € | 400 €     |
| Par étape          | 4 000 €  | 2 000 € | 1 000 € | 500 €   | 400 €   | 300 €   | 300 €   | 200 € | 200 € | 100 €     |

### Favoris
Le grand favori est l'Italien Vincenzo Nibali (Astana). Les outsiders sont Tom-Jelte Slagter (Garmin-Sharp), Geraint Thomas (Sky) et le duo de l'équipe AG2R La Mondiale : Carlos Betancur et Romain Bardet.

## Étapes
| Étape     | Date    | Villes étapes                           |  | Distance (km) | Vainqueur d’étape | Leader du classement général |
| --------- | ------- | --------------------------------------- |  | ------------- | ----------------- | ---------------------------- |
| 1re étape | 9 mars  | Mantes-la-Jolie - Mantes-la-Jolie       |  | 162,5         | Nacer Bouhanni    | Nacer Bouhanni               |
| 2e étape  | 10 mars | Rambouillet - Saint-Georges-sur-Baulche |  | 205           | Moreno Hofland    | Nacer Bouhanni               |
| 3e étape  | 11 mars | Toucy - Circuit de Nevers Magny-Cours   |  | 180           | John Degenkolb    | John Degenkolb               |
| 4e étape  | 12 mars | Nevers - Belleville                     |  | 201,5         | Tom-Jelte Slagter | Geraint Thomas               |
| 5e étape  | 13 mars | Crêches-sur-Saône - Rive-de-Gier        |  | 153           | Carlos Betancur   | Geraint Thomas               |
| 6e étape  | 14 mars | Saint-Saturnin-lès-Avignon - Fayence    |  | 221,5         | Carlos Betancur   | Carlos Betancur              |
| 7e étape  | 15 mars | Mougins - Biot                          |  | 195,5         | Tom-Jelte Slagter | Carlos Betancur              |
| 8e étape  | 16 mars | Nice - Nice                             |  | 128           | Arthur Vichot     | Carlos Betancur              |

## Déroulement de la course

### 1reétape
Ce Paris-Nice démarre par une étape en ligne, autour de Mantes-la-Jolie. Après une première boucle de 31 km, les coureurs parcourent quatre tours d'un circuit de 33 km. La côte de Vert (1,5 km à 4,4 %) sera franchie à deux reprises, dans les premier et troisième tours, à la fin desquels sera disputé un sprint intermédiaire, lors du passage sur la ligne d'arrivée. L'arrivée est donc jugée à Mantes-la-Jolie, après 162,5 km de course, dans les Yvelines avec un court passage dans le Val-d'Oise.
Le Français Christophe Laborie (Bretagne-Séché Environnement) attaque dès le départ de l'étape. Il creuse une avance de plus de dix minutes sur le peloton. Plusieurs chutes interviennent dans ce dernier, entraînant au sol, entre autres, le Français Nacer Bouhanni (FDJ.fr) et l'Américain Tejay van Garderen (BMC Racing), qui abandonne. Après être passé le premier aux deux franchissements de la côte de Vert, Laborie est rattrapé à environ 50 km de l'arrivée par le peloton, emmené par les équipes Lampre-Merida et Europcar.
Une chute importante a lieu à 25 km de l'arrivée. Le peloton est scindé. l'Australien Simon Gerrans (Orica-GreenEDGE), les Français Thomas Voeckler (Europcar) et Romain Bardet (AG2R La Mondiale), le Norvégien Thor Hushovd (BMC Racing), le Luxembourgeois Fränk Schleck (Trek Factory Racing), notamment, arrivent ainsi avec plus d'une minute de retard, tandis que son coéquipier et frère Andy Schleck est à une minute et 50 secondes.
Les équipes Belkin, Omega Pharma-Quick Step et Giant-Shimano mènent le peloton jusqu'à l'arrivée. Le Belge Gianni Meersman (Omega Pharma-Quick Step) lance le sprint, mais est dépassé par Bouhanni, qui s'impose devant l'Allemand John Degenkolb (Giant-Shimano) et Meersman.
Bouhanni obtient le premier maillot jaune de ce Paris-Nice. Il a une seconde d'avance sur Meersman, quatre sur Degenkolb,.
|    | Coureur            | Équipe                  |    | Temps           |
| -- | ------------------ | ----------------------- | -- | --------------- |
| 1  | Nacer Bouhanni     | FDJ.fr                  | en | 3 h 53 min 11 s |
| 2  | John Degenkolb     | Giant-Shimano           | +  | m.t             |
| 3  | Gianni Meersman    | Omega Pharma-Quick Step |    | m.t             |
| 4  | José Joaquín Rojas | Movistar                |    | m.t             |
| 5  | Tyler Farrar       | Garmin-Sharp            |    | m.t             |
| 6  | Bryan Coquard      | Europcar                |    | m.t             |
| 7  | Luca Wackermann    | Lampre-Merida           |    | m.t             |
| 8  | Fabio Felline      | Trek Factory Racing     |    | m.t             |
| 9  | Fabio Sabatini     | Cannondale              |    | m.t             |
| 10 | Francesco Gavazzi  | Astana                  |    | m.t             |

|    | Coureur            | Équipe                  |    | Temps           |
| -- | ------------------ | ----------------------- | -- | --------------- |
| 1  | Nacer Bouhanni     | FDJ.fr                  | en | 3 h 53 min 01 s |
| 2  | Gianni Meersman    | Omega Pharma-Quick Step | +  | 1 s             |
| 3  | John Degenkolb     | Giant-Shimano           |    | 4 s             |
| 4  | Greg Van Avermaet  | BMC Racing              |    | 8 s             |
| 5  | Geraint Thomas     | Sky                     |    | 9 s             |
| 6  | Sylvain Chavanel   | IAM                     |    | 9 s             |
| 7  | José Joaquín Rojas | Movistar                |    | 10 s            |
| 8  | Tyler Farrar       | Garmin-Sharp            |    | 10 s            |
| 9  | Bryan Coquard      | Europcar                |    | 10 s            |
| 10 | Luca Wackermann    | Lampre-Merida           |    | 10 s            |

### 2eétape
Le Français Anthony Delaplace (Bretagne-Séché Environnementt) et le Letton Aleksejs Saramotins (IAM) s'échappent durant les deux premiers kilomètres. Leur avance sur le peloton monte à 11 minutes et 30 secondes. Ils passent ainsi en tête aux deux sprints intermédiaires et à la côte de La Ferté-Loupière. Dans le circuit final, Saramotins distance Delaplace, avant d'être rattrapé par le peloton à 3,3 km de l'arrivée.
Aux deux sprints intermédiaires, le Belge Gianni Meersman (Omega Pharma-Quick Step) a pris la troisième place, ce qui peut lui permettre de passer devant le Français Nacer Bouhanni (FDJ.fr) au classement général. À environ 10 km de l'arrivée, Meersman chute avec notamment l'Américain Tyler Farrar (Garmin-Sharp), le Néerlandais Lars Boom (Belkin) et le Norvégien Edvald Boasson Hagen (Sky). Aidé par la voiture de son directeur sportif le Belge Wilfried Peeters, Meersman parvient à rejoindre le peloton avant le dernier kilomètre. Il ne peut cependant prendre part au sprint. Le Néerlandais Moreno Hofland (Belkin) s'impose, devant l'Allemand John Degenkolb (Giant-Shimano) et Bouhanni. Ce dernier garde le maillot jaune, avec deux secondes d'avance sur Degenkolb et quatre sur Hofland. Meersman est « pénalisé d'une minute et dix secondes pour abri prolongé derrière la voiture de son directeur sportif »,,.
|    | Coureur            | Équipe                       |    | Temps           |
| -- | ------------------ | ---------------------------- | -- | --------------- |
| 1  | Moreno Hofland     | Belkin                       | en | 4 h 53 min 46 s |
| 2  | John Degenkolb     | Giant-Shimano                | +  | m.t             |
| 3  | Nacer Bouhanni     | FDJ.fr                       |    | m.t             |
| 4  | Alexander Kristoff | Katusha                      |    | m.t             |
| 5  | Thor Hushovd       | BMC Racing                   |    | m.t             |
| 6  | Bryan Coquard      | Europcar                     |    | m.t             |
| 7  | Armindo Fonseca    | Bretagne-Séché Environnement |    | m.t             |
| 8  | Tony Gallopin      | Lotto-Belisol                |    | m.t             |
| 9  | Jens Keukeleire    | Orica-GreenEDGE              |    | m.t             |
| 10 | José Joaquín Rojas | Movistar                     |    | m.t             |

|    | Coureur            | Équipe           |    | Temps           |
| -- | ------------------ | ---------------- | -- | --------------- |
| 1  | Nacer Bouhanni     | FDJ.fr           | en | 8 h 46 min 47 s |
| 2  | John Degenkolb     | Giant-Shimano    | +  | 2 s             |
| 3  | Moreno Hofland     | Belkin           |    | 4 s             |
| 4  | Geraint Thomas     | Sky              |    | 13 s            |
| 5  | Bryan Coquard      | Europcar         |    | 14 s            |
| 6  | José Joaquín Rojas | Movistar         |    | 14 s            |
| 7  | Alexander Kristoff | Katusha          |    | 14 s            |
| 8  | Nikolay Trusov     | Tinkoff-Saxo     |    | 14 s            |
| 9  | Samuel Dumoulin    | AG2R La Mondiale |    | 14 s            |
| 10 | Jens Keukeleire    | Orica-GreenEDGE  |    | 14 s            |

### 3eétape
|    | Coureur            | Équipe                  |    | Temps           |
| -- | ------------------ | ----------------------- | -- | --------------- |
| 1  | John Degenkolb     | Giant-Shimano           | en | 4 h 27 min 26 s |
| 2  | Matthew Goss       | Orica-GreenEDGE         | +  | m.t             |
| 3  | José Joaquín Rojas | Movistar                |    | m.t             |
| 4  | Borut Božič        | Astana                  |    | m.t             |
| 5  | Tom Boonen         | Omega Pharma-Quick Step |    | m.t             |
| 6  | Alexander Kristoff | Katusha                 |    | m.t             |
| 7  | Nacer Bouhanni     | FDJ.fr                  |    | m.t             |
| 8  | Thor Hushovd       | BMC Racing              |    | m.t             |
| 9  | Gert Steegmans     | Omega Pharma-Quick Step |    | m.t             |
| 10 | Moreno Hofland     | Belkin                  |    | m.t             |

|    | Coureur            | Équipe           |    | Temps            |
| -- | ------------------ | ---------------- | -- | ---------------- |
| 1  | John Degenkolb     | Giant-Shimano    | en | 13 h 14 min 01 s |
| 2  | Nacer Bouhanni     | FDJ.fr           | +  | 8 s              |
| 3  | Moreno Hofland     | Belkin           |    | 12 s             |
| 4  | José Joaquín Rojas | Movistar         |    | 18 s             |
| 5  | Geraint Thomas     | Sky              |    | 21 s             |
| 6  | Bryan Coquard      | Europcar         |    | 22 s             |
| 7  | Alexander Kristoff | Katusha          |    | 22 s             |
| 8  | Nikolay Trusov     | Tinkoff-Saxo     |    | 22 s             |
| 9  | Samuel Dumoulin    | AG2R La Mondiale |    | 22 s             |
| 10 | Marco Marcato      | Lampre-Merida    |    | 22 s             |

### 4eétape
Quatre coureurs s'échappent après 18 km de course : l'Italien Valerio Agnoli (Astana), le Luxembourgeois Laurent Didier (Trek Factory Racing), l'Espagnol Jesús Herrada (Movistar) et le Français Perrig Quéméneur (Europcar). Leur avance maximale est de six minutes, mais descend à une minute à une cinquantaine de kilomètres de l'arrivée. L'équipe Giant-Shimano, relayée ensuite par la formation Sky, assure la poursuite en tête du peloton. Les échappés sont repris à moins de 20 km de l'arrivée, alors que commence l'ascension de la côte du mont Brouilly, dernière difficulté de la journée. le Colombien Carlos Betancur (AG2R La Mondiale) est le premier à attaquer, en vain. Il est contré par le Néerlandais Tom-Jelte Slagter (Garmin-Sharp), suivi par le Britannique Geraint Thomas (Sky). Slagter passe le premier au somment de la côte. Il reste alors 14 km. Il est rejoint dans le début de la descente par Thomas, qu'il parvient à battre au sprint pour gagner l'étape. Ils sont suivis par un groupe de 27 coureurs à cinq secondes, puis un second de 26 coureurs à 18 secondes. Le maillot jaune l'Allemand John Degenkolb (Giant-Shimano) se trouve dans celui-ci et cède sa première place au classement général à Thomas pour trois secondes alors que Slagter pointe à quatre secondes du nouveau leader,.
|    | Coureur            | Équipe                  |    | Temps           |
| -- | ------------------ | ----------------------- | -- | --------------- |
| 1  | Tom-Jelte Slagter  | Garmin-Sharp            | en | 5 h 00 min 09 s |
| 2  | Geraint Thomas     | Sky                     | +  | 0 s             |
| 3  | Wilco Kelderman    | Belkin                  |    | 5 s             |
| 4  | Michael Matthews   | Orica-GreenEDGE         |    | 5 s             |
| 5  | Zdeněk Štybar      | Omega Pharma-Quick Step |    | 5 s             |
| 6  | Arthur Vichot      | FDJ.fr                  |    | 5 s             |
| 7  | Peter Velits       | BMC Racing              |    | 5 s             |
| 8  | José Joaquín Rojas | Movistar                |    | 5 s             |
| 9  | Cyril Gautier      | Europcar                |    | 5 s             |
| 10 | Samuel Dumoulin    | AG2R La Mondiale        |    | 5 s             |

|    | Coureur            | Équipe                  |    | Temps            |
| -- | ------------------ | ----------------------- | -- | ---------------- |
| 1  | Geraint Thomas     | Sky                     | en | 18 h 14 min 25 s |
| 2  | John Degenkolb     | Giant-Shimano           | +  | 3 s              |
| 3  | Tom-Jelte Slagter  | Garmin-Sharp            |    | 4 s              |
| 4  | José Joaquín Rojas | Movistar                |    | 8 s              |
| 5  | Samuel Dumoulin    | AG2R La Mondiale        |    | 12 s             |
| 6  | Wilco Kelderman    | Belkin                  |    | 15 s             |
| 7  | Carlos Betancur    | AG2R La Mondiale        |    | 17 s             |
| 8  | Zdeněk Štybar      | Omega Pharma-Quick Step |    | 19 s             |
| 9  | Cyril Gautier      | Europcar                |    | 19 s             |
| 10 | Arnold Jeannesson  | FDJ.fr                  |    | 19 s             |

### 5eétape
|    | Coureur                     | Équipe                  |    | Temps           |
| -- | --------------------------- | ----------------------- | -- | --------------- |
| 1  | Carlos Betancur             | AG2R La Mondiale        | en | 3 h 38 min 15 s |
| 2  | Bob Jungels                 | Trek Factory Racing     | +  | 0 s             |
| 3  | Jakob Fuglsang              | Astana                  |    | 0 s             |
| 4  | Bryan Coquard               | Europcar                |    | 2 s             |
| 5  | Tom Boonen                  | Omega Pharma-Quick Step |    | 2 s             |
| 6  | Reinardt Janse van Rensburg | Giant-Shimano           |    | 2 s             |
| 7  | Tony Gallopin               | Lotto-Belisol           |    | 2 s             |
| 8  | Greg Van Avermaet           | BMC Racing              |    | 2 s             |
| 9  | Borut Božič                 | Astana                  |    | 2 s             |
| 10 | Marco Marcato               | Cannondale              |    | 2 s             |

|    | Coureur            | Équipe                  |    | Temps            |
| -- | ------------------ | ----------------------- | -- | ---------------- |
| 1  | Geraint Thomas     | Sky                     | en | 21 h 52 min 42 s |
| 2  | John Degenkolb     | Giant-Shimano           | +  | 3 s              |
| 3  | Tom-Jelte Slagter  | Garmin-Sharp            |    | 4 s              |
| 4  | Carlos Betancur    | AG2R La Mondiale        |    | 5 s              |
| 5  | José Joaquín Rojas | Movistar                |    | 8 s              |
| 6  | Jakob Fuglsang     | Astana                  |    | 13 s             |
| 7  | Jan Bakelants      | Omega Pharma-Quick Step |    | 13 s             |
| 8  | Wilco Kelderman    | Belkin                  |    | 15 s             |
| 9  | Zdeněk Štybar      | Omega Pharma-Quick Step |    | 19 s             |
| 10 | Cyril Gautier      | Europcar                |    | 19 s             |

### 6eétape
L’échappée du jour est composé de douze coureurs : principalement les Français Sylvain Chavanel (IAM) avec le maillot a pois de meilleur grimpeur et Thomas Voeckler (Europcar), l'Italien Alessandro De Marchi (Cannondale) et le Néerlandais Pim Ligthart (Lotto-Belisol). Possédant peu d'avance ce quatuor relance l’échappée du jour. Chavanel s'envole dans le difficile col de Bourigaille classé 1re catégorie situé à une 15 kilomètres de l'arrivée. Il est rattrapé au sommet. Au pied de l'ascension Alexis Vuillermoz (AG2R La Mondiale) attaque. Arthur Vichot (FDJ.fr) contre-attaque mais ne parvient pas à créer l'écart. Finalement c'est le maillot blanc Tom-Jelte Slagter (Garmin-Sharp) mais ce dernier crève dans le dernier virage alors que Vuillermoz tombe. Ces évènements laissent le champ libre au champion du monde Rui Costa (Lampre-Merida). Il est remonté in extremis par le Colombien d'AG2R La Mondiale Carlos Betancur qui s'impose et prend la tête du général au profit de Geraint Thomas (Sky). Il récompense ainsi le travail de ses coéquipiers pendant l'étape.
|    | Coureur         | Équipe                  |    | Temps           |
| -- | --------------- | ----------------------- | -- | --------------- |
| 1  | Carlos Betancur | AG2R La Mondiale        | en | 5 h 12 min 11 s |
| 2  | Rui Costa       | Lampre-Merida           | +  | 0 s             |
| 3  | Zdeněk Štybar   | Omega Pharma-Quick Step |    | 3 s             |
| 4  | Geraint Thomas  | Sky                     |    | 3 s             |
| 5  | Arthur Vichot   | FDJ.fr                  |    | 3 s             |
| 6  | Cyril Gautier   | Europcar                |    | 7 s             |
| 7  | Jakob Fuglsang  | Astana                  |    | 7 s             |
| 8  | Tony Gallopin   | Lotto-Belisol           |    | 7 s             |
| 9  | Stefan Denifl   | IAM                     |    | 7 s             |
| 10 | Gorka Izagirre  | Movistar                |    | 11 s            |

|    | Coureur            | Équipe                  |    | Temps            |
| -- | ------------------ | ----------------------- | -- | ---------------- |
| 1  | Carlos Betancur    | AG2R La Mondiale        | en | 27 h 04 min 48 s |
| 2  | Geraint Thomas     | Sky                     | +  | 8 s              |
| 3  | Rui Costa          | Lampre-Merida           |    | 18 s             |
| 4  | Zdeněk Štybar      | Omega Pharma-Quick Step |    | 22 s             |
| 5  | José Joaquín Rojas | Movistar                |    | 24 s             |
| 6  | Jakob Fuglsang     | Astana                  |    | 25 s             |
| 7  | Arthur Vichot      | FDJ.fr                  |    | 27 s             |
| 8  | Jan Bakelants      | Omega Pharma-Quick Step |    | 29 s             |
| 9  | Cyril Gautier      | Europcar                |    | 31 s             |
| 10 | Stefan Denifl      | IAM                     |    | 31 s             |

### 7eétape
Au premier kilomètre, six coureurs s'échappent du peloton : les Néerlandais Lieuwe Westra (Astana), Pim Ligthart (Lotto-Belisol) et Albert Timmer (Giant-Shimano), le Luxembourgeois Laurent Didier (Trek Factory Racing), le Polonais Sylwester Szmyd (Movistar) et le Français Florian Guillou (Bretagne-Séché Environnement). Plusieurs coureurs contre-attaquent, mais seuls les Français Cyril Lemoine (Cofidis) et Brice Feillu (Bretagne-Séché Environnement) et le Suisse Mathias Frank (IAM) parviennent à rejoindre les échappés dans l'ascension du col de Vence, au sommet duquel l'avance sur le peloton atteint 5 min 35 s. Les équipes AG2R La Mondiale et Europcar en tête du peloton font diminuer progressivement l'écart et malgré une tentative de Westra en solitaire, tous les échappés sont repris au premier passage sur la ligne d'arrivée. Plusieurs attaques ont alors lieu mais sont de courte durée. Dans l'ascension finale, le Néerlandais Tom-Jelte Slagter (Garmin-Sharp), déjà vainqueur dans la quatrième étape, s'impose devant le Portugais Rui Costa (Lampre-Merida) et le maillot jaune le Colombien Carlos Betancur (AG2R La Mondiale),.
Betancur conserve le maillot jaune, mais Costa s'est rapproché de quatre secondes à la suite des bonifications, tandis que le Britannique Geraint Thomas (Sky) qui a chuté à cinq kilomètres de l'arrivée perd plus de sept minutes. Ligthart, qui était le mieux placé de l'échappée au classement du meilleur grimpeur, est passé en tête au sommet de toutes les ascensions de l'étape et ravit donc le maillot à pois au Français Sylvain Chavanel (IAM).
|    | Coureur            | Équipe                  |    | Temps           |
| -- | ------------------ | ----------------------- | -- | --------------- |
| 1  | Tom-Jelte Slagter  | Garmin-Sharp            | en | 5 h 00 min 05 s |
| 2  | Rui Costa          | Lampre-Merida           | +  | m.t             |
| 3  | Carlos Betancur    | AG2R La Mondiale        |    | m.t             |
| 4  | José Joaquín Rojas | Movistar                |    | m.t             |
| 5  | Arthur Vichot      | FDJ.fr                  |    | m.t             |
| 6  | Tony Gallopin      | Lotto-Belisol           |    | m.t             |
| 7  | Stefan Denifl      | IAM                     |    | m.t             |
| 8  | Zdeněk Štybar      | Omega Pharma-Quick Step |    | m.t             |
| 9  | Jakob Fuglsang     | Astana                  |    | m.t             |
| 10 | Peter Velits       | BMC Racing              |    | m.t             |

|    | Coureur            | Équipe                  |    | Temps            |
| -- | ------------------ | ----------------------- | -- | ---------------- |
| 1  | Carlos Betancur    | AG2R La Mondiale        | en | 32 h 04 min 49 s |
| 2  | Rui Costa          | Lampre-Merida           | +  | 14 s             |
| 3  | Zdeněk Štybar      | Omega Pharma-Quick Step |    | 26 s             |
| 4  | José Joaquín Rojas | Movistar                |    | 27 s             |
| 5  | Jakob Fuglsang     | Astana                  |    | 29 s             |
| 6  | Arthur Vichot      | FDJ.fr                  |    | 31 s             |
| 7  | Cyril Gautier      | Europcar                |    | 35 s             |
| 8  | Stefan Denifl      | IAM                     |    | 35 s             |
| 9  | Peter Velits       | BMC Racing              |    | 39 s             |
| 10 | Simon Špilak       | Katusha                 |    | 39 s             |

### 8eétape
|    | Coureur            | Équipe                       |    | Temps           |
| -- | ------------------ | ---------------------------- | -- | --------------- |
| 1  | Arthur Vichot      | FDJ.fr                       | en | 3 h 06 min 56 s |
| 2  | José Joaquín Rojas | Movistar                     | +  | m.t             |
| 3  | Cyril Gautier      | Europcar                     |    | m.t             |
| 4  | Damiano Caruso     | Cannondale                   |    | m.t             |
| 5  | Wilco Kelderman    | Belkin                       |    | m.t             |
| 6  | Fränk Schleck      | Trek Factory Racing          |    | m.t             |
| 7  | Tom-Jelte Slagter  | Garmin-Sharp                 |    | m.t             |
| 8  | Carlos Betancur    | AG2R La Mondiale             |    | m.t             |
| 9  | George Bennett     | Cannondale                   |    | m.t             |
| 10 | Eduardo Sepúlveda  | Bretagne-Séché Environnement |    | m.t             |

|    | Coureur            | Équipe           |    | Temps            |
| -- | ------------------ | ---------------- | -- | ---------------- |
| 1  | Carlos Betancur    | AG2R La Mondiale | en | 35 h 11 min 45 s |
| 2  | Rui Costa          | Lampre-Merida    | +  | 14 s             |
| 3  | Arthur Vichot      | FDJ.fr           |    | 20 s             |
| 4  | José Joaquín Rojas | Movistar         |    | 21 s             |
| 5  | Jakob Fuglsang     | Astana           |    | 29 s             |
| 6  | Cyril Gautier      | Europcar         |    | 31 s             |
| 7  | Stefan Denifl      | IAM              |    | 35 s             |
| 8  | Simon Špilak       | Katusha          |    | 36 s             |
| 9  | Peter Velits       | BMC Racing       |    | 39 s             |
| 10 | Tony Gallopin      | Lotto-Belisol    |    | 41 s             |

## Classements finals

### Classement général
|    | Cycliste           | Pays      | Équipe           |    | Temps            |
| -- | ------------------ | --------- | ---------------- | -- | ---------------- |
| 1  | Carlos Betancur    | Colombie  | AG2R La Mondiale | en | 35 h 11 min 45 s |
| 2  | Rui Costa          | Portugal  | Lampre-Merida    | +  | 14 s             |
| 3  | Arthur Vichot      | France    | FDJ.fr           |    | 20 s             |
| 4  | José Joaquín Rojas | Espagne   | Movistar         |    | 21 s             |
| 5  | Jakob Fuglsang     | Danemark  | Astana           |    | 29 s             |
| 6  | Cyril Gautier      | France    | Europcar         |    | 31 s             |
| 7  | Stefan Denifl      | Autriche  | IAM              |    | 35 s             |
| 8  | Simon Špilak       | Slovénie  | Katusha          |    | 36 s             |
| 9  | Peter Velits       | Slovaquie | BMC Racing       |    | 39 s             |
| 10 | Tony Gallopin      | France    | Lotto-Belisol    |    | 41 s             |

### Classements annexes
|   | Cycliste           | Équipe           | Points |
| - | ------------------ | ---------------- | ------ |
| 1 | John Degenkolb     | Giant-Shimano    | 44     |
| 2 | Carlos Betancur    | AG2R La Mondiale | 42     |
| 3 | José Joaquín Rojas | Movistar         | 40     |

|   | Cycliste         | Équipe        | Points |
| - | ---------------- | ------------- | ------ |
| 1 | Pim Ligthart     | Lotto-Belisol | 44     |
| 2 | Mathias Frank    | IAM           | 25     |
| 3 | Sylvain Chavanel | IAM           | 20     |

|   | Cycliste              | Équipe           |    | Temps            |
| - | --------------------- | ---------------- | -- | ---------------- |
| 1 | Carlos Betancur       | AG2R La Mondiale | en | 35 h 11 min 45 s |
| 2 | Sébastien Reichenbach | IAM              | +  | 46 s             |
| 3 | Wilco Kelderman       | Belkin           |    | 1 min 05 s       |

|   | Équipe           | Pays    |    | Temps             |
| - | ---------------- | ------- | -- | ----------------- |
| 1 | Movistar         | Espagne | en | 105 h 37 min 05 s |
| 2 | AG2R La Mondiale | France  | +  | 2 min 34 s        |
| 3 | IAM              | Suisse  |    | 4 min 12 s        |

### UCI World Tour
Ce Paris-Nice attribue des points pour l'UCI World Tour 2014, seulement aux coureurs des équipes ayant un label ProTeam.
| Position           | 1er | 2e | 3e | 4e | 5e | 6e | 7e | 8e | 9e | 10e |
| Classement général | 100 | 80 | 70 | 60 | 50 | 40 | 30 | 20 | 10 | 4   |
| Par étape          | 6   | 4  | 2  | 1  | 1  |    |    |    |    |     |

| #  | Coureur            | Équipe                  | Points |
| -- | ------------------ | ----------------------- | ------ |
| 1  | Carlos Betancur    | AG2R La Mondiale        | 114    |
| 2  | Rui Costa          | Lampre-Merida           | 88     |
| 3  | Arthur Vichot      | FDJ.fr                  | 78     |
| 4  | José Joaquín Rojas | Movistar                | 68     |
| 5  | Jakob Fuglsang     | Astana                  | 52     |
| 6  | Cyril Gautier      | Europcar                | 42     |
| 7  | Simon Špilak       | Katusha                 | 20     |
| 8  | John Degenkolb     | Giant-Shimano           | 14     |
| 9  | Tom-Jelte Slagter  | Garmin-Sharp            | 12     |
| 10 | Peter Velits       | Omega Pharma-Quick Step | 10     |

| Suite du classement (11-21) | Suite du classement (11-21) | Suite du classement (11-21) | Suite du classement (11-21) |
| --------------------------- | --------------------------- | --------------------------- | --------------------------- |
| #                           | Coureur                     | Équipe                      | Points                      |
| 11                          | Nacer Bouhanni              | FDJ.fr                      | 8                           |
| 12                          | Moreno Hofland              | Belkin                      | 6                           |
| 13                          | Geraint Thomas              | Sky                         | 5                           |
| 14                          | Tony Gallopin               | Lotto-Belisol               | 4                           |
| 14                          | Matthew Goss                | Orica-GreenEDGE             | 4                           |
| 14                          | Bob Jungels                 | Trek Factory Racing         | 4                           |
| 17                          | Wilco Kelderman             | Belkin                      | 3                           |
| 17                          | Zdeněk Štybar               | Omega Pharma-Quick Step     | 3                           |
| 19                          | Tom Boonen                  | Omega Pharma-Quick Step     | 2                           |
| 19                          | Gianni Meersman             | Omega Pharma-Quick Step     | 2                           |
| 21                          | Borut Božič                 | Astana                      | 1                           |
| 21                          | Damiano Caruso              | Cannondale                  | 1                           |
| 21                          | Bryan Coquard               | Europcar                    | 1                           |
| 21                          | Tyler Farrar                | Garmin-Sharp                | 1                           |
| 21                          | Thor Hushovd                | BMC Racing                  | 1                           |
| 21                          | Alexander Kristoff          | Katusha                     | 1                           |
| 21                          | Michael Matthews            | Orica-GreenEDGE             | 1                           |

## Évolution des classements
Le classement général, dont le leader porte le maillot jaune, s'établit en additionnant les temps réalisés à chaque étape, puis en ôtant d'éventuelles bonifications (10, 6 et 4 s à l'arrivée des 8 étapes en ligne et 3, 2 et 1 s à chaque sprint intermédiaire).
Le classement par points, dont le leader porte le maillot vert, est l'addition des points attribués à l'arrivée des étapes (15, 12, 9, et 7 points, puis en ôtant 1 pt par place perdue jusqu'au 10e, qui reçoit donc 1 pt) et aux sprints intermédiaires (3, 2 et 1 points). En cas d'égalité de points, les critères de départage, dans l'ordre, sont : nombre de victoires d'étape, de sprints intermédiaires, classement général.
Le classement du meilleur grimpeur, dont le leader porte le maillot à pois, consiste en l'addition des points obtenus au sommet des ascensions de 1re (10, 8, 6, 4, 3, 2 et 1 pts), 2e (7, 5, 3, 2 et 1 pts) et 3e (4, 2 et 1 pts) catégorie. En cas d'égalité de points, les critères de départage, dans l'ordre, sont : nombre de premières places dans les ascensions de 1re, puis de 2e, enfin de 3e catégorie, classement général.
Le classement du meilleur jeune, dont le leader porte le maillot blanc, est le classement général des coureurs nés depuis le 1er janvier 1989.
Le classement par équipes de l'étape est l'addition des trois meilleurs temps individuels de chaque équipe. En cas d'égalité, les critères de départage, dans l'ordre, sont : addition des places des 3 premiers coureurs des équipes concernées, place du meilleur coureur sur l'étape. Calculer le classement par équipes revient à additionner les classements par équipes de chaque étape. En cas d'égalité, les critères de départage, dans l'ordre, sont : nombre de premières places dans le classement par équipes du jour, nombre de deuxièmes places dans le classement par équipes du jour, etc., place au classement général du meilleur coureur des équipes concernées.
| Étape              | Vainqueur          | Classement général | Classement par points | Classement de la montagne | Classement du meilleur jeune | Classement par équipes  |
| ------------------ | ------------------ | ------------------ | --------------------- | ------------------------- | ---------------------------- | ----------------------- |
| 1                  | Nacer Bouhanni     | Nacer Bouhanni     | Nacer Bouhanni        | Christophe Laborie        | Nacer Bouhanni               | Omega Pharma-Quick Step |
| 2                  | Moreno Hofland     | Nacer Bouhanni     | Nacer Bouhanni        | Christophe Laborie        | Nacer Bouhanni               | Katusha                 |
| 3                  | John Degenkolb     | John Degenkolb     | John Degenkolb        | Christophe Laborie        | John Degenkolb               | Katusha                 |
| 4                  | Tom-Jelte Slagter  | Geraint Thomas     | John Degenkolb        | Valerio Agnoli            | John Degenkolb               | AG2R La Mondiale        |
| 5                  | Carlos Betancur    | Geraint Thomas     | John Degenkolb        | Sylvain Chavanel          | John Degenkolb               | AG2R La Mondiale        |
| 6                  | Carlos Betancur    | Carlos Betancur    | John Degenkolb        | Sylvain Chavanel          | Carlos Betancur              | AG2R La Mondiale        |
| 7                  | Tom-Jelte Slagter  | Carlos Betancur    | John Degenkolb        | Pim Ligthart              | Carlos Betancur              | Movistar                |
| 8                  | Arthur Vichot      | Carlos Betancur    | John Degenkolb        | Pim Ligthart              | Carlos Betancur              | Movistar                |
| Classements finals | Classements finals | Carlos Betancur    | John Degenkolb        | Pim Ligthart              | Carlos Betancur              | Movistar                |

## Liste des participants
- Liste de départ complète

| Légende | Légende                                                                                                  | Légende | Légende                                                                                         |
| ------- | --- | ------- | ----------------------------------------------------------------------------------------------- |
| Num     | Dossard de départ porté par le coureur sur ce Paris-Nice                                                 | Pos     | Position finale au classement général                                                           |
|         | Indique le vainqueur du classement général                                                               |         | Indique le vainqueur du classement par points                                                   |
|         | Indique le vainqueur du classement de la montagne                                                        |         | Indique le vainqueur du classement du meilleur jeune                                            |
|         | Indique un maillot de champion national ou mondial, suivi de sa spécialité                               | #       | Indique la meilleure équipe                                                                     |
| NP      | Indique un coureur qui n'a pas pris le départ d'une étape, suivi du numéro de l'étape où il s'est retiré | AB      | Indique un coureur qui n'a pas terminé une étape, suivi du numéro de l'étape où il s'est retiré |
| HD      | Indique un coureur qui a terminé une étape hors des délais, suivi du numéro de l'étape                   | *       | Indique un coureur en lice pour le maillot blanc (coureurs nés après le 1er janvier 1989)       |

| Sky SKY | Sky SKY                    | Sky SKY |
| ------- | -------------------------- | ------- |
| Num     | Coureur                    | Pos     |
| 1       | Geraint Thomas (GBR)       | NP-8    |
| 2       | Edvald Boasson Hagen (NOR) | NP-8    |
| 3       | Vasil Kiryienka (BLR)      | 97e     |
| 4       | Christian Knees (GER)      | 118e    |
| 5       | David López García (ESP)   | 47e     |
| 6       | Gabriel Rasch (NOR)        | 122e    |
| 7       | Luke Rowe (GBR)*           | 120e    |
| 8       | Xabier Zandio (ESP)        | 93e     |

| Garmin-Sharp GRS | Garmin-Sharp GRS           | Garmin-Sharp GRS |
| ---------------- | -------------------------- | ---------------- |
| Num              | Coureur                    | Pos              |
| 11               | Tom-Jelte Slagter (NED)*   | 16e              |
| 12               | André Cardoso (POR)        | 30e              |
| 13               | Tyler Farrar (USA)         | AB-8             |
| 14               | Alex Howes (USA)           | 51e              |
| 15               | Sebastian Langeveld (NED)  | 42e              |
| 16               | Ramūnas Navardauskas (LTU) | 105e             |
| 17               | Steele Von Hoff (AUS)      | 112e             |
| 18               | Fabian Wegmann (GER)       | AB-8             |

| AG2R La Mondiale ALM | AG2R La Mondiale ALM    | AG2R La Mondiale ALM |
| -------------------- | ----------------------- | -------------------- |
| Num                  | Coureur                 | Pos                  |
| 21                   | Romain Bardet (FRA)*    | 36e                  |
| 22                   | Carlos Betancur (COL)*  | 1er                  |
| 23                   | Maxime Bouet (FRA)      | AB-5                 |
| 24                   | Mikaël Cherel (FRA)     | 38e                  |
| 25                   | Samuel Dumoulin (FRA)   | AB-8                 |
| 26                   | Sébastien Minard (FRA)  | 92e                  |
| 27                   | Sébastien Turgot (FRA)  | AB-8                 |
| 28                   | Alexis Vuillermoz (FRA) | 28e                  |

| BMC Racing BMC | BMC Racing BMC             | BMC Racing BMC |
| -------------- | -------------------------- | -------------- |
| Num            | Coureur                    | Pos            |
| 31             | Tejay van Garderen (USA)   | AB-1           |
| 32             | Steve Cummings (GBR)       | NP-8           |
| 33             | Thor Hushovd (NOR) (Route) | 108e           |
| 34             | Amaël Moinard (FRA)        | 37e            |
| 35             | Taylor Phinney (USA)*      | AB-8           |
| 36             | Peter Stetina (USA)        | 46e            |
| 37             | Greg Van Avermaet (BEL)    | 41e            |
| 38             | Peter Velits (SVK)         | 9e             |

| IAM | IAM                               | IAM  |
| --- | --------------------------------- | ---- |
| Num | Coureur                           | Pos  |
| 41  | Sylvain Chavanel (FRA)            | 35e  |
| 42  | Stefan Denifl (AUT)               | 7e   |
| 43  | Mathias Frank (SUI)               | 61e  |
| 44  | Sébastien Hinault (FRA)           | 116e |
| 45  | Kevyn Ista (BEL)                  | 113e |
| 46  | Jérôme Pineau (FRA)               | AB-8 |
| 47  | Sébastien Reichenbach (SUI)*      | 11e  |
| 48  | Aleksejs Saramotins (LAT) (Route) | 124e |

| Orica-GreenEDGE OGE | Orica-GreenEDGE OGE         | Orica-GreenEDGE OGE |
| ------------------- | --------------------------- | ------------------- |
| Num                 | Coureur                     | Pos                 |
| 51                  | Simon Gerrans (AUS) (Route) | NP-6                |
| 52                  | Michael Albasini (SUI)      | 123e                |
| 53                  | Mitchell Docker (AUS)       | 109e                |
| 54                  | Matthew Goss (AUS)          | AB-8                |
| 55                  | Mathew Hayman (AUS)         | 70e                 |
| 56                  | Jens Keukeleire (BEL)       | 53e                 |
| 57                  | Michael Matthews (AUS)*     | NP-8                |
| 58                  | Simon Yates (GBR)*          | 44e                 |

| Lampre-Merida LAM | Lampre-Merida LAM        | Lampre-Merida LAM |
| ----------------- | ------------------------ | ----------------- |
| Num               | Coureur                  | Pos               |
| 61                | Rui Costa (POR) (Route)  | 2e                |
| 62                | Matteo Bono (ITA)        | 111e              |
| 63                | Mattia Cattaneo (ITA)*   | 83e               |
| 64                | Elia Favilli (ITA)*      | 69e               |
| 65                | Przemysław Niemiec (POL) | 33e               |
| 66                | José Serpa (COL)         | 27e               |
| 67                | Nélson Oliveira (POR)*   | 72e               |
| 68                | Luca Wackermann (ITA)*   | 98e               |

| Astana AST | Astana AST               | Astana AST |
| ---------- | ------------------------ | ---------- |
| Num        | Coureur                  | Pos        |
| 71         | Vincenzo Nibali (ITA)    | 21e        |
| 72         | Valerio Agnoli (ITA)     | 89e        |
| 73         | Borut Božič (SLO)        | 88e        |
| 74         | Jakob Fuglsang (DEN)     | 5e         |
| 75         | Enrico Gasparotto (ITA)  | 95e        |
| 76         | Francesco Gavazzi (ITA)  | 54e        |
| 77         | Alessandro Vanotti (ITA) | 78e        |
| 78         | Lieuwe Westra (NED)      | 58e        |

| Lotto-Belisol LTB | Lotto-Belisol LTB     | Lotto-Belisol LTB |
| ----------------- | --------------------- | ----------------- |
| Num               | Coureur               | Pos               |
| 81                | Tony Gallopin (FRA)   | 10e               |
| 82                | Sander Armée (BEL)    | AB-8              |
| 83                | Lars Ytting Bak (DEN) | 115e              |
| 84                | Kris Boeckmans (BEL)  | NP-3              |
| 85                | Pim Ligthart (NED)    | 85e               |
| 86                | Maxime Monfort (BEL)  | 22e               |
| 87                | Jelle Vanendert (BEL) | AB-8              |
| 88                | Tim Wellens (BEL)*    | AB-8              |

| FDJ.fr FDJ | FDJ.fr FDJ                  | FDJ.fr FDJ |
| ---------- | --------------------------- | ---------- |
| Num        | Coureur                     | Pos        |
| 91         | Arthur Vichot (FRA) (Route) | 3e         |
| 92         | Nacer Bouhanni (FRA)*       | AB-5       |
| 93         | Sébastien Chavanel (FRA)    | AB-8       |
| 94         | Anthony Geslin (FRA)        | AB-8       |
| 95         | Arnold Jeannesson (FRA)     | 23e        |
| 96         | Cédric Pineau (FRA)         | 60e        |
| 97         | Geoffrey Soupe (FRA)        | AB-8       |
| 98         | Benoît Vaugrenard (FRA)     | 86e        |

| Omega Pharma-Quick Step OPQ | Omega Pharma-Quick Step OPQ | Omega Pharma-Quick Step OPQ |
| --------------------------- | --------------------------- | --------------------------- |
| Num                         | Coureur                     | Pos                         |
| 101                         | Tom Boonen (BEL)            | AB-8                        |
| 102                         | Jan Bakelants (BEL)         | 17e                         |
| 103                         | Nikolas Maes (BEL)          | 101e                        |
| 104                         | Gianni Meersman (BEL)       | NP-3                        |
| 105                         | Gert Steegmans (BEL)        | AB-8                        |
| 106                         | Zdeněk Štybar (CZE)         | 15e                         |
| 107                         | Niki Terpstra (NED)         | 90e                         |
| 108                         | Stijn Vandenbergh (BEL)     | 96e                         |

| Belkin BEL | Belkin BEL                 | Belkin BEL |
| ---------- | -------------------------- | ---------- |
| Num        | Coureur                    | Pos        |
| 111        | Lars Boom (NED)            | NP-3       |
| 112        | Jetse Bol (NED)*           | AB-8       |
| 113        | Jonathan Hivert (FRA)      | 48e        |
| 114        | Moreno Hofland (NED)*      | 84e        |
| 115        | Wilco Kelderman (NED)*     | 13e        |
| 116        | Lars Petter Nordhaug (NOR) | 62e        |
| 117        | Jos van Emden (NED)        | 104e       |
| 118        | Maarten Wynants (BEL)      | AB-8       |

| Trek Factory Racing TFR | Trek Factory Racing TFR        | Trek Factory Racing TFR |
| ----------------------- | ------------------------------ | ----------------------- |
| Num                     | Coureur                        | Pos                     |
| 121                     | Andy Schleck (LUX)             | 66e                     |
| 122                     | Matthew Busche (USA)           | 55e                     |
| 123                     | Laurent Didier (LUX)           | 76e                     |
| 124                     | Fabio Felline (ITA)*           | 52e                     |
| 125                     | Danilo Hondo (GER)             | 103e                    |
| 126                     | Bob Jungels (LUX) (Route/Clm)* | 18e                     |
| 127                     | Grégory Rast (SUI)             | 74e                     |
| 128                     | Fränk Schleck (LUX)            | 34e                     |

| Europcar EUC | Europcar EUC              | Europcar EUC |
| ------------ | ------------------------- | ------------ |
| Num          | Coureur                   | Pos          |
| 131          | Thomas Voeckler (FRA)     | AB-8         |
| 132          | Giovanni Bernaudeau (FRA) | 82e          |
| 133          | Bryan Coquard (FRA)*      | AB-8         |
| 134          | Jérôme Cousin (FRA)*      | 91e          |
| 135          | Jimmy Engoulvent (FRA)    | AB-8         |
| 136          | Cyril Gautier (FRA)       | 6e           |
| 137          | Bryan Nauleau (FRA)       | 94e          |
| 138          | Perrig Quéméneur (FRA)    | 106e         |

| Movistar MOV | Movistar MOV                 | Movistar MOV |
| ------------ | ---------------------------- | ------------ |
| Num          | Coureur                      | Pos          |
| 141          | Ion Izagirre (ESP)*          | 19e          |
| 142          | Imanol Erviti (ESP)          | 73e          |
| 143          | John Gadret (FRA)            | 29e          |
| 144          | José Iván Gutiérrez (ESP)    | AB-7         |
| 145          | Jesús Herrada (ESP)* (Route) | 102e         |
| 146          | Gorka Izagirre (ESP)         | 12e          |
| 147          | José Joaquín Rojas (ESP)     | 4e           |
| 148          | Sylwester Szmyd (POL)        | 100e         |

| Katusha KAT | Katusha KAT                     | Katusha KAT |
| ----------- | ------------------------------- | ----------- |
| Num         | Coureur                         | Pos         |
| 151         | Simon Špilak (SLO)              | 8e          |
| 152         | Sergey Chernetskiy (RUS)*       | 56e         |
| 153         | Vladimir Isaychev (RUS) (Route) | AB-6        |
| 154         | Alexander Kristoff (NOR)        | 75e         |
| 155         | Aliaksandr Kuschynski (BLR)     | 64e         |
| 156         | Egor Silin (RUS)                | 68e         |
| 157         | Alexey Tsatevitch (RUS)*        | 91e         |
| 158         | Yury Trofimov (RUS)             | 39e         |

| Cofidis COF | Cofidis COF           | Cofidis COF |
| ----------- | --------------------- | ----------- |
| Num         | Coureur               | Pos         |
| 161         | Jérôme Coppel (FRA)   | 43e         |
| 162         | Julien Fouchard (FRA) | AB-8        |
| 163         | Egoitz García (ESP)   | AB-5        |
| 164         | Cyril Lemoine (FRA)   | AB-8        |
| 165         | Luis Ángel Maté (ESP) | 32e         |
| 166         | Adrien Petit (FRA)*   | AB-8        |
| 167         | Julien Simon (FRA)    | NP-8        |
| 168         | Romain Zingle (BEL)   | 49e         |

| Tinkoff-Saxo TCS | Tinkoff-Saxo TCS           | Tinkoff-Saxo TCS |
| ---------------- | -------------------------- | ---------------- |
| Num              | Coureur                    | Pos              |
| 171              | Rafał Majka (POL)*         | 31e              |
| 172              | Matti Breschel (DEN)       | AB-4             |
| 173              | Karsten Kroon (NED)        | AB-8             |
| 174              | Marko Kump (SLO)           | AB-6             |
| 175              | Ivan Rovny (RUS)           | 114e             |
| 176              | Chris Anker Sørensen (DEN) | 40e              |
| 177              | Nicki Sørensen (DEN)       | 107e             |
| 178              | Nikolay Trusov (RUS)       | 119e             |

| Cannondale CAN | Cannondale CAN             | Cannondale CAN |
| -------------- | -------------------------- | -------------- |
| Num            | Coureur                    | Pos            |
| 181            | Alessandro De Marchi (ITA) | 78e            |
| 182            | George Bennett (NZL)*      | 26e            |
| 183            | Damiano Caruso (ITA)       | 14e            |
| 184            | Michel Koch (GER)*         | 59e            |
| 185            | Marco Marcato (ITA)        | 50e            |
| 186            | Fabio Sabatini (ITA)       | AB-8           |
| 187            | Cristiano Salerno (ITA)    | 77e            |
| 188            | Davide Villella (ITA)*     | 65e            |

| Giant-Shimano GIA | Giant-Shimano GIA                  | Giant-Shimano GIA |
| ----------------- | ---------------------------------- | ----------------- |
| Num               | Coureur                            | Pos               |
| 191               | John Degenkolb (GER)*              | 71e               |
| 192               | Bert De Backer (BEL)               | 117e              |
| 193               | Koen de Kort (NED)                 | AB-8              |
| 194               | Dries Devenyns (BEL)               | 25e               |
| 195               | Thierry Hupond (FRA)               | 99e               |
| 196               | Reinardt Janse van Rensburg (RSA)* | 67e               |
| 197               | Ramon Sinkeldam (NED)*             | 121e              |
| 198               | Albert Timmer (NED)                | AB-8              |

| Bretagne-Séché Environnement BSE | Bretagne-Séché Environnement BSE | Bretagne-Séché Environnement BSE |
| -------------------------------- | -------------------------------- | -------------------------------- |
| Num                              | Coureur                          | Pos                              |
| 201                              | Eduardo Sepúlveda (ARG)*         | 20e                              |
| 202                              | Anthony Delaplace (FRA)*         | 45e                              |
| 203                              | Brice Feillu (FRA)               | 24e                              |
| 204                              | Romain Feillu (FRA)              | 110e                             |
| 205                              | Armindo Fonseca (FRA)*           | 80e                              |
| 206                              | Florian Guillou (FRA)            | 63e                              |
| 207                              | Christophe Laborie (FRA)         | 87e                              |
| 208                              | Florian Vachon (FRA)             | 57e                              |